# Richard Holmes
Richard „Groove“ Holmes (2. května 1931 Camden, New Jersey, USA – 29. června 1991 St. Louis, Missouri, USA) byl americký jazzový varhaník. 
Své první album nazvané Groove vydal v roce 1961 na značce Pacific Jazz Records. Během své kariéry spolupracoval i s dalšími hudebníky, mezi které patří Ben Webster, Jimmy McGriff, Gene Ammons nebo Ernie Watts. Zemřel po dlouhém boji s rakovinou prostaty ve svých šedesáti letech. V roce 1992 po něm skupina Beastie Boys pojmenovala píseň „Groove Holmes“ na svém albu Check Your Head.

## Diskografie

### Jako leader
- Groove (Les McCann Presents the Dynamic Jazz Organ of Richard "Groove" Holmes) [také vydáno jako That Healin' Feelin' ] (Pacific Jazz Records, 1961) – s Benem Websterem
- Groovin' s Jug (Pacific Jazz Records, 1961) – s Gene Ammonsem
- Somethin' Special (Pacific Jazz Records, 1962) – s Les McCannem
- After Hours (Pacific Jazz Records, 1961–1962)
- Tell It Like It Tis (Pacific Jazz Records, 1961–1962)
- Book of the Blues Vol. 1 (Warner Bros., 1964) – s Onzy Matthews' orchestra
- A Bowl of Soul (Loma/WB, 1966) – s Onzy Matthews' orchestra
- Blues For Spoon And Groove (Surrey, 1965) – s Jimmy Whitherspoonem
- Soul Message (Prestige Records, 1965
- Living Soul (Recorded Live! at Count Basie's) (Prestige Records, 1966)
- On Basie's Bandstand [live] (Prestige Records, 1966)
- Soul Mist! (Prestige Records, 1966)
- Misty (Prestige Records, 1965–1966)
- Spicy! (Prestige Records, 1966)
- Super Soul (Prestige Records, 1967) – s Richardem Evansem
- Get Up & Get It! (Prestige Records, 1967)
- Soul Power! (Prestige Records, 1967)
- The Groover! (Prestige Records, 1968)
- That Healin' Feelin' (Prestige Records, 1968) – s Rusty Bryantem
- Welcome Home (World Pacific, 1968)
- Workin' on a Groovy Thing (World Pacific, 1968)
- X–77: Richard "Groove" Holmes Recorded Live at the Lighthouse (World Pacific, 1969)
- Come Together (World Pacific, 1970) – s Erniem Wattsem
- Comin' on Home (Blue Note, 1971)
- American Pie (Groove Merchant, 1972)
- Night Glider (Groove Merchant, 1973)
- Giants of the Organ Come Together (Groove Merchant, 1973) – s Jimmy McGriffem
- Giants of the Organ in Concert (Groove Merchant, 1973) – s Jimmy McGriffem
- New Groove (Groove Merchant, 1974)
- Onsaya Joy [live] (Flying Dutchman Records Records, 1975)
- Theme from 'Six Million Dollar Man' and Other Selections (Flying Dutchman Records, 1975)
- I'm in the Mood for Love (Flying Dutchman Records, 1976)
- Shippin' Out (Muse Records, 1977)
- Good Vibrations (Muse Records, 1977) – s Houstonem Personem, Bob DeVos, Idris Muhammad
- Dancing in the Sun (Versatile Records, 1978)
- Star Wars/Close Encounters (Versatile Records, 1978)
- Broadway (Muse Records, 1980; reissue: 32 Jazz, 1998) – Houstonem Personem
- Swedish Lullaby (Sison, 1984)
- Blues All Day Long (Muse Records, 1988; reissue: 32 Jazz, 1999) – s Cecilem Bridgewaterem, Houstonem Personem, Jimmy Ponderem
- African Encounter (Muse Records, 1988)
- Hot Tat (Muse Records, 1989) – s Cecilem Bridgewaterem, Houstonem Personem, Jimmy Ponderem

### LP/CD kompilace
- Richard "Groove" Holmes: Jazz Milestone Series (Pacific Jazz Records, 1966)
- The Best of Richard "Groove" Holmes (Prestige Records, 1969)
- The Best of Richard "Groove" Holmes: For Beautiful People
- Hunk–a–Funk (Groove Merchant, 1975)
- Supa Cookin'  (Groove Merchant, 1975) – s Jimmy McGriff
- Groovin' S Groove (LRC [Lester Radio Corporation], 1994)
- Blue Groove (Prestige Records, 1994)
- After Hours (Pacific Jazz Records, 1996)
- Legends of Acid Jazz: Richard "Groove" Holmes (Prestige Records, 1997)
- Groove's Groove (32 Jazz, 1998)
- Legends of Acid Jazz: Richard "Groove" Holmes – Spicy (Prestige Records, 1999)
- The Best of the Pacific Jazz Years (Pacific Jazz Records/EMI, 2001)
- Timeless: Richard "Groove" Holmes (Savoy Jazz/Denon, 2003)
- Super Soul (Prestige Records, 2004)

### Jako spoluhráč
S Earlem Bosticem
- Jazz As I Feel It (King, 1963; reissued as Complete Quintet Recordings on Lone Hill Jazz in 2006) -with Joe Pass
- A New Sound (King, 1964; reissued as Complete Quintet Recordings on Lone Hill Jazz in 2006) -with Joe Pass

S Willisem Jacksonem
- In Chateauneuf-du-Pape 1980 [also released as Ya Understand Me?] (Disques Black And Blue, 1980; Muse, 1984)

S Ericem Klossem
- Love and All That Jazz (Prestige Records, 1966)

S Les McCannem
- Les McCann Sings (Pacific Jazz Records, 1961)

S Lou Rawlsem
- Black and Blue (Capitol, 1963)

S Dakota Stationem
- Madame Foo-Foo (Groove Merchant, 1972)

S Geraldem Wilsonem
- You Better Believe It! (Pacific Jazz Records, 1961)
- Eternal Equinox (Pacific Jazz Records, 1969)